# Lefkandi
Lefkandi (greco: Λευκαντί) è un villaggio costiero posto sull'isola di Eubea. I ritrovamenti archeologici attestano un insediamento sul promontorio localmente noto come Xeropolis, mentre nelle vicinanze sono stati identificati numerosi cimiteri.

## Descrizione
L'insediamento si trova su un promontorio che domina l'Euripos, con piccole baie che formano porti naturali ad est e ad ovest del sito. I cimiteri si trovano sulle alture a nord-ovest e sono stati chiamati Cimitero Est, Skoubris, Palia Perivolia, Toumba, oltre a piccoli gruppi di sepolture. Il sito si trova tra le due principali antiche città dell'isola, Calcide ed Eretria. Gli scavi in loco sono eseguiti sotto la direzione della British School ad Atene, e proseguono dal 2007 (con precedenti campagne nel 1964-68, 1981-84).
L'occupazione di Lefkandi può essere fatta risalire all'inizio dell'età del bronzo, essa proseguì per tutta l'età del ferro per terminare all'inizio del periodo arcaico (inizio del VII secolo a.C.). I cimiteri conosciuti coprono solo parte dei periodi in cui il luogo fu abitato, a partire dal submiceneo e per tutto il protogeometrico (ca. 1050-800 a.C.). L'abbandono di Lefkandi coincise con la nascita della vicina Eretria, ed è stato ipotizzato che si trattasse, a tutti gli effetti, della vecchia Eretria.

## Contributo di Lefkandi all'archeologia
L'importanza del sito è dovuta ad una quantità di fattori. Per prima cosa, lo strato di occupazione del periodo Tardo Elladico del complesso IIIC (ca. 1200-1100/1075 a.C.) scavato negli anni sessanta ha permesso di recuperare una serie di ceramiche di quel periodo, fino a quel momento insufficientemente conosciuto. L'insediamento IIIC è anche in contrasto con altri siti della Grecia, quali il Peloponneso, dove molti siti furono abbandonati alla fine del LHIIIB (ovvero alla fine del periodo palaziale miceneo), condizione che pone Lefkandi tra i siti della Grecia centrale che vantarono un'importante occupazione post-palaziale, quali Mitrou (l'insediamento), Kalapodi (il santuario) e Elatea (il cimitero).

## Heroon
Il significato archeologico del sito si è rivelato nel 1980 quando fu scoperto un grande tumulo che conteneva i resti di un uomo e di una donna all'interno di una grande struttura chiamata da alcuni heroön, o "tomba dell'eroe". L'applicabilità del termine all'edificio è discussa, trattandosi della sepoltura della coppia che aveva precedentemente occupato la struttura abitativa e che doveva aver rivestito una particolare importanza sociale. La costruzione di questo monumento in legno e argilla cruda, sorto attorno al 950 a.C., lungo 50 metri e largo 13,8, con il suo portico in legno, prefigura l'architettura canonica del tempio come apparve circa due secoli dopo. Le sue dimensioni sono superiori alla media delle coeve strutture abitative trattandosi probabilmente della dimora di un basileus locale; è costituita da una sequenza longitudinale di ambienti: portico, vestibolo, megaron di rappresentanza, area domestica e tre ambienti più piccoli destinati alla conservazione delle derrate alimentari o degli oggetti di maggior valore, che coinvolgono l'area absidata e con un peristilio di 67 pilastri lignei denotati dagli alloggiamenti. Nell'ampia area domestica è stata predisposta in un secondo momento la sepoltura della coppia proprietaria dell'edificio, che venne abbattuto e trasformato in un grande tumulo funerario e attorno al quale si sviluppò successivamente una necropoli.
Uno dei corpi ritrovati nella tomba era stato cremato, e le sue ceneri erano poste in un telo di lino frangiato a sua volta inserito in un'anfora in bronzo proveniente da Cipro. L'anfora era incisa con scene di caccia e posta in una boccia di bronzo ancora più grande. Una spada ed altri oggetti si trovavano nelle vicinanze. Si crede che le ceneri fossero quelle di un uomo.
Il corpo della donna non era cremato. Si trovava lungo un muro ed era ornato con gioielli, tra cui un anello di elettro, un bracciale in bronzo ed una gorgiera che si crede provenire da Babilonia, già vecchia di mille anni quando fu sepolta. Un coltello di ferro con un manico d'avorio fu trovato vicino alla sua spalla. Non si sa se la donna fu sepolta contemporaneamente con l'uomo, o più tardi. Gli studiosi hanno ipotizzato che la donna sia stata uccisa per poter essere sepolta con l'uomo, forse suo marito, con una pratica tipica del costume indiano del sati. Alcune studiose hanno fatto notare la mancanza di prove che dimostrerebbero l'effettivo uso del sati, ed ipotizzano invece che la donna sia stata un'importante persona nella comunità, e che fu sepolta con le ceneri dell'uomo dopo la sua morte.
Sembra che quattro cavalli siano stati sacrificati e siano stati inseriti nella tomba. Alcuni di loro indossavano morsi di ferro in bocca.

## Xeropolis
Le ricerche archeologiche hanno portato alla luce un insediamento in cui si può dimostrare un'ininterrotta occupazione dal miceneo all'età oscura. È stato ipotizzato che il sito sia identificabile con la vecchia Eretria, e che sia stata obbligata a trasferirsi a Calcide in seguito alla guerra lelantina.